# Ateqángitsorssuaq
Ateqángitsorssuaq är en ö i Grönland (Kungariket Danmark).   Den ligger i kommunen Qaasuitsup, i den västra delen av Grönland, 1 000 km norr om huvudstaden Nuuk. Arean är 29,3 kvadratkilometer.
Terrängen på Ateqángitsorssuaq är lite kuperad. Öns högsta punkt är 505 meter över havet. Den sträcker sig 7,7 kilometer i nord-sydlig riktning, och 6,7 kilometer i öst-västlig riktning.